# 2024년 9월
| 2024년: 1월 · 2월 · 3월 · 4월 · 5월 · 6월 · 7월 · 8월 · 9월 · 10월 · 11월 · 12월 |

| \| 2024년 9월 1일 (일요일) \| \| 편집 \|                                                                                 |  |      |
| 정치와 선거 독일 신연방주(구 동독)의 2024년 튀링겐 주의회 선거, 2024년 작센 주의회 선거에서 독일을 위한 대안이 승리했다. |  |      |
| 2024년 9월 1일 (일요일)                                                                                                  |  | 편집 |

| 2024년 9월 1일 (일요일) |  | 편집 |

| \| 2024년 9월 2일 (월요일) \| \| 편집 \| |  |      |
|                                          |  |      |
| 2024년 9월 2일 (월요일)                  |  | 편집 |

| 2024년 9월 2일 (월요일) |  | 편집 |

| \| 2024년 9월 3일 (화요일) \| \| 편집 \| |  |      |
|                                          |  |      |
| 2024년 9월 3일 (화요일)                  |  | 편집 |

| 2024년 9월 3일 (화요일) |  | 편집 |

| \| 2024년 9월 4일 (수요일) \| \| 편집 \| |  |      |
|                                          |  |      |
| 2024년 9월 4일 (수요일)                  |  | 편집 |

| 2024년 9월 4일 (수요일) |  | 편집 |

| \| 2024년 9월 5일 (목요일) \| \| 편집 \| |  |      |
|                                          |  |      |
| 2024년 9월 5일 (목요일)                  |  | 편집 |

| 2024년 9월 5일 (목요일) |  | 편집 |

| \| 2024년 9월 6일 (금요일) \| \| 편집 \| |  |      |
| 법과 범죄 - 대한민국에서 게임물관리위원회를 통한 사전심의 제도에 대한 헌법소원심판(게임산업진흥에 관한 법률 헌법소원) 청구인 모집에 서명한 인원 수가 10만 명을 넘어섰다. - 한국게임이용자협회에 따르면, 김성회의 G식백과 유튜브 영상을 통하여 게임산업법 제32조 제2항 제3호 관련 헌법 소원 청구인 모집을 시작한 지 22시간 만이다. - 종전 최다 청구인 수는 9만 5988명이다. 2008년 6월 접수된 '미국산 쇠고기 및 쇠고기제품 수입위생 조건 위헌확인' 사건 청구인 수로, 해당 사건은 2008년 12월 종국결과 기각으로 결정되었다. |  |      |
| 2024년 9월 6일 (금요일) |  | 편집 |

| 2024년 9월 6일 (금요일) |  | 편집 |

| \| 2024년 9월 7일 (토요일) \| \| 편집 \| |  |      |
|                                          |  |      |
| 2024년 9월 7일 (토요일)                  |  | 편집 |

| 2024년 9월 7일 (토요일) |  | 편집 |

| \| 2024년 9월 8일 (일요일) \| \| 편집 \|    |  |      |
| 스포츠 - 2024년 하계 패럴림픽이 폐막하였다. |  |      |
| 2024년 9월 8일 (일요일)                     |  | 편집 |

| 2024년 9월 8일 (일요일) |  | 편집 |

| \| 2024년 9월 9일 (월요일) \| \| 편집 \| |  |      |
|                                          |  |      |
| 2024년 9월 9일 (월요일)                  |  | 편집 |

| 2024년 9월 9일 (월요일) |  | 편집 |

| \| 2024년 9월 10일 (화요일) \| \| 편집 \| |  |      |
|                                           |  |      |
| 2024년 9월 10일 (화요일)                  |  | 편집 |

| 2024년 9월 10일 (화요일) |  | 편집 |

| \| 2024년 9월 11일 (수요일) \| \| 편집 \| |  |      |
|                                           |  |      |
| 2024년 9월 11일 (수요일)                  |  | 편집 |

| 2024년 9월 11일 (수요일) |  | 편집 |

| \| 2024년 9월 12일 (목요일) \| \| 편집 \|                                                         |  |      |
| 교통 - 궁평2지하차도 침수 사고가 일어난 미호강변로의 지하차도 구간이 절반인 2차선만 재개통되었다. |  |      |
| 2024년 9월 12일 (목요일)                                                                          |  | 편집 |

| 2024년 9월 12일 (목요일) |  | 편집 |

| \| 2024년 9월 13일 (금요일) \| \| 편집 \| |  |      |
|                                           |  |      |
| 2024년 9월 13일 (금요일)                  |  | 편집 |

| 2024년 9월 13일 (금요일) |  | 편집 |

| \| 2024년 9월 14일 (토요일) \| \| 편집 \| |  |      |
|                                           |  |      |
| 2024년 9월 14일 (토요일)                  |  | 편집 |

| 2024년 9월 14일 (토요일) |  | 편집 |

| \| 2024년 9월 15일 (일요일) \| \| 편집 \| |  |      |
|                                           |  |      |
| 2024년 9월 15일 (일요일)                  |  | 편집 |

| 2024년 9월 15일 (일요일) |  | 편집 |

| \| 2024년 9월 16일 (월요일) \| \| 편집 \| |  |      |
|                                           |  |      |
| 2024년 9월 16일 (월요일)                  |  | 편집 |

| 2024년 9월 16일 (월요일) |  | 편집 |

| \| 2024년 9월 17일 (화요일) \| \| 편집 \| |  |      |
|                                           |  |      |
| 2024년 9월 17일 (화요일)                  |  | 편집 |

| 2024년 9월 17일 (화요일) |  | 편집 |

| \| 2024년 9월 18일 (수요일) \| \| 편집 \| |  |      |
| 무력 충돌과 공격 - 2024년 레바논 및 시리아 무선호출기 테러: 레바논과 시리아 곳곳에서 헤즈볼라가 사용하는 전자 통신기기가 잇달아 폭발하였다. 이로 인하여 최소 14명 이상이 사망하고, 450명 이상이 부상을 입었다. |  |      |
| 2024년 9월 18일 (수요일) |  | 편집 |

| 2024년 9월 18일 (수요일) |  | 편집 |

| \| 2024년 9월 19일 (목요일) \| \| 편집 \| |  |      |
| 스포츠 - 미국 로스앤젤레스 다저스(LA 다저스)의 오타니 쇼헤이가 메이저 리그 베이스볼 사상최초로 50홈런, 50도루를 기록하였다. - 오타니는 론디포 파크에서 열린 마이애미 말린스와의 원정경기에서 6타수 6안타로 3연타석 홈런(개인 통산 첫 3연타석 홈런) 및 10타점 4득점 2도루를 기록하였다. 경기 결과, 20:4로 LA 다저스가 승리하였다. 이날 오타니는 48홈런 49도루 상태에서 경기를 시작하였고, 51홈런 51도루를 기록하며 경기를 마쳤다. - 오타니는 LA 다저스의 첫 50홈런 타자가 되었다. LA다저스의 종전 최다 홈런 타자는 숀 그린으로 2001년 49개의 홈런을 기록하였다. |  |      |
| 2024년 9월 19일 (목요일) |  | 편집 |

| 2024년 9월 19일 (목요일) |  | 편집 |

| \| 2024년 9월 20일 (금요일) \| \| 편집 \| |  |      |
|                                           |  |      |
| 2024년 9월 20일 (금요일)                  |  | 편집 |

| 2024년 9월 20일 (금요일) |  | 편집 |

| \| 2024년 9월 21일 (토요일) \| \| 편집 \| |  |      |
|                                           |  |      |
| 2024년 9월 21일 (토요일)                  |  | 편집 |

| 2024년 9월 21일 (토요일) |  | 편집 |

| \| 2024년 9월 22일 (일요일) \| \| 편집 \| |  |      |
|                                           |  |      |
| 2024년 9월 22일 (일요일)                  |  | 편집 |

| 2024년 9월 22일 (일요일) |  | 편집 |

| \| 2024년 9월 23일 (월요일) \| \| 편집 \| |  |      |
|                                           |  |      |
| 2024년 9월 23일 (월요일)                  |  | 편집 |

| 2024년 9월 23일 (월요일) |  | 편집 |

| \| 2024년 9월 24일 (화요일) \| \| 편집 \| |  |      |
|                                           |  |      |
| 2024년 9월 24일 (화요일)                  |  | 편집 |

| 2024년 9월 24일 (화요일) |  | 편집 |

| \| 2024년 9월 25일 (수요일) \| \| 편집 \| |  |      |
|                                           |  |      |
| 2024년 9월 25일 (수요일)                  |  | 편집 |

| 2024년 9월 25일 (수요일) |  | 편집 |

| \| 2024년 9월 26일 (목요일) \| \| 편집 \| |  |      |
|                                           |  |      |
| 2024년 9월 26일 (목요일)                  |  | 편집 |

| 2024년 9월 26일 (목요일) |  | 편집 |

| \| 2024년 9월 27일 (금요일) \| \| 편집 \|                                                     |  |      |
| 정치와 선거 - 2024년 일본 자유민주당 총재 선거: 이시바 시게루가 자유민주당 총재에 선출되었다. |  |      |
| 2024년 9월 27일 (금요일)                                                                      |  | 편집 |

| 2024년 9월 27일 (금요일) |  | 편집 |

| \| 2024년 9월 28일 (토요일) \| \| 편집 \| |  |      |
|                                           |  |      |
| 2024년 9월 28일 (토요일)                  |  | 편집 |

| 2024년 9월 28일 (토요일) |  | 편집 |

| \| 2024년 9월 29일 (일요일) \| \| 편집 \| |  |      |
|                                           |  |      |
| 2024년 9월 29일 (일요일)                  |  | 편집 |

| 2024년 9월 29일 (일요일) |  | 편집 |

| \| 2024년 9월 30일 (월요일) \| \| 편집 \| |  |      |
|                                           |  |      |
| 2024년 9월 30일 (월요일)                  |  | 편집 |

| 2024년 9월 30일 (월요일) |  | 편집 |

| <           | 2024년 9월 | 2024년 9월 | 2024년 9월 | 2024년 9월 | 2024년 9월 | >          |
| 일          | 월         | 화         | 수         | 목         | 금         | 토         |
| 1 7.29 무진 | 2 30 기사  | 3 8.1 경오 | 4 2 신미   | 5 3 임신   | 6 4 계유   | 7 5 갑술   |
| 8 6 을해    | 9 7 병자   | 10 8 정축  | 11 9 무인  | 12 10 기묘 | 13 11 경진 | 14 12 신사 |
| 15 13 임오  | 16 14 계미 | 17 15 갑신 | 18 16 을유 | 19 17 병술 | 20 18 정해 | 21 19 무자 |
| 22 20 기축  | 23 21 경인 | 24 22 신묘 | 25 23 임진 | 26 24 계사 | 27 25 갑오 | 28 26 을미 |
| 29 27 병신  | 30 28 정유 |            |            |            |            |            |

| - 2024년 - 8월 - 9월 - 10월 - 9월 27일: 일본 자민당 총재 선거 편집하기 |